# Mets de Guaynabo (pallavolo femminile)
Le Mets de Guaynabo sono una franchigia pallavolistica femminile portoricana, con sede a Guaynabo: militante nella Liga de Voleibol Superior Femenino: militano nella Liga de Voleibol Superior Femenino.

## Storia
Nel 2023 la franchigia torna in attività grazie all'acquisto dei diritti sportivi delle Leonas de Ponce.

## Palmarès
- Campionato portoricano: 3

1978, 1993-94, 1995

## Rosa 2025
| N° | Nome               | Ruolo | Data di nascita   | Nazionalità sportiva |
| -- | ------------------ | ----- | ----------------- | -------------------- |
| 2  | Norian Ceballos    | O     | 27 marzo 2000     | Porto Rico           |
| 3  | Valeria Flores     | S     | 31 dicembre 2003  | Porto Rico           |
| 4  | Rocío Moro         | L     | 10 giugno 2000    | Porto Rico           |
| 5  | Maria Carvalhaes   | P     | 28 settembre 2003 | Brasile              |
| 6  | Bárbara López      | P     | 2 luglio 1996     | Porto Rico           |
| 7  | Nelmarie Cruz      | S     | 3 giugno 1996     | Porto Rico           |
| 8  | Rebecca Latham     | O     | 23 giugno 1997    | Stati Uniti          |
| 9  | Jaylibeth García   | C     | 21 settembre 2000 | Porto Rico           |
| 10 | Alejandra Argüello | C     | 30 aprile 1998    | Porto Rico           |
| 11 | Legna Hernández    | S     | 18 luglio 1991    | Porto Rico           |
| 12 | Jenselyn Morales   | C     | 7 giugno 1999     | Porto Rico           |
| 13 | Madison Cruzado    | L     | 13 novembre 1998  | Porto Rico           |
| 15 | Savannah Kjolhede  | C     | 25 ottobre 2001   | Stati Uniti          |
| 16 | Paola Santiago     | S     | 17 febbraio 2000  | Porto Rico           |
| 17 | Nataly García      | S     | 17 settembre 2001 | Porto Rico           |